# Bergen-Enkheim (Frankfurt nad Menem)
Bergen-Enkheim, Frankfurt-Bergen-Enkheim – 46. dzielnica (Stadtteil) miasta Frankfurt nad Menem, w Niemczech, w kraju związkowym Hesja. Należy do okręgu administracyjnego Bergen-Enkheim.